# 不当利得
不当利得（ふとうりとく）とは、契約などのような法律上の原因がないにもかかわらず、本来利益が帰属すべき者の損失と対応する形で利益を受けること（利得すること）、またはその受けた利益（利得）そのもののこと。またはそのような利益が本来は帰属すべきだった者に対して自身が得た利益（利得）を返還させる法理あるいは制度（不当利得法、不当利得制度）のこと。日本の民法においては民法第703条から第708条に規定されている。
契約、事務管理及び不法行為とならぶ債権の発生原因であり、不当利得返還請求権は事務管理及び不法行為に基づく債権と同様に法定債権の一つである。
- 民法について以下では、条数のみ記載する。

## 概説
不当利得とは、法律上の原因なしに他人の財産又は労務により利益を受けている者（受益者という）から、これによって損失を被っている者に対して利得を返還させる制度である。
不当利得が適用される典型的な場面は、一度有効に成立したと思われた契約が無効であったり、取り消されたりして「初めからなかったもの」とされた場合である。たとえば、カメラを5万円で買う契約を結び、買主は代金と引き換えに売主からカメラを受け取ったが、後になって買主が錯誤による契約の取消しを主張した、とする。すると契約は「初めからなかったこと」になるので、売主は「契約」という法律上の原因なしに代金を所持していることになり、買主は支払った代金分の「損失」を被っていることになる。そこで買主は不当利得の制度に基づいて売主に対し代金の返還を請求できる。もちろん、売主の方も不当利得制度によってカメラを返還するように請求できる。これが不当利得制度の想定する典型的な場面である。

### 一般不当利得と特殊不当利得
不当利得についての原則的な処理方法が記述されているのは703条と704条であり、これを一般不当利得（一般的不当利得）と呼ぶ。
これに対して705条以下には非債弁済、期限前の弁済、他人の債務の弁済が定められており、これらは特殊不当利得（個別的不当利得）と呼ぶ。
不当利得は沿革的にはローマ法に由来する制度であるが、そこでは非債弁済など個別的不当利得のみが認められており、その後、近代自然法の影響を受けて統一的な制度としての不当利得（一般的不当利得）がドイツ法において確立されるに至った。

### 公平説と類型説
- 公平説（衡平説）

ドイツ民法学における公平の理念を基礎とする不当利得の統一的理解は、日本の民法学者（我妻栄など）においても受け入れられ、不当利得の制度は形式的には問題のない財産的価値（財貨）の移転が実質的観点から正当化できない場合に生じる矛盾を公平の理念に従って調整するものと考えた。これを公平説といい、かつての通説の立場である。
- 類型説（類型論）

公平説に対しては、その後、ドイツ民法学において多様な適用場面を包摂する不当利得において公平という概念が曖昧で個々の場面では用をなさないという批判が大きくなり、日本でも次第に不当利得が適用される場面の類型に応じて理論化する類型説（類型論）が有力視され現在では主流になっているとされる。

### 具体的な類型化
類型論は現在では多数説と目されているものの、どのような類型を用いるかは学説間で必ずしも一致してはいないが、一般には少なくとも給付利得（給付不当利得）と侵害利得（侵害不当利得、財貨利得）については分けて考えられている。
- 給付利得

給付利得とは、外形的には有効な契約など（表見的法律関係と呼ばれる）による財貨の移転ののち、当該法律関係が無効・取消し・解除によって清算の対象となる類型を指す。その性質は財貨帰属秩序の回復であるとされ、契約の解除に準じて処理すべきとされ、当事者間の公平の観点から同時履行の抗弁権や危険負担の規定が適用される。
- 侵害利得（財貨利得）

侵害利得とは、何らの法律上の原因も存在しないまま、相手の権利を侵害して利益を受けている者がいる場合に、そこで得られた利益の返還を求める類型を指す。その性質は財貨運動秩序の巻き戻しであるとされる。
その他、以下のような類型が用いられることもある。
- 費用利得

ある者が他人の財産のために費用を負担した場合（費用償還しうる関係）を不当利得の一類型とするもの。
- 求償利得

ある者が他人の債務を弁済した場合（求償しうる関係）を不当利得の一類型とするもの。

＊なお、(ⅰ)財貨帰属法　(ⅱ)財貨移転法　(ⅲ)債務負担法　の3つの法理から説明する見解もある。

(ⅰ)財貨帰属法：とりわけ物権法。本来帰属すべき者に帰属していない状態を是正する。侵害利得に対応する。

(ⅱ)財貨移転法：とりわけ契約法。無効・取消しなどの契約の巻き戻し＝清算場面で機能する。当初は所持すべき正当な法律上の原因を有していたが、事後的に不存在となった場合。給付利得に対応する。

(ⅲ)債務負担法：これは非常に難しい。

　費用利得・支出利得・求償利得に対応するが、類型論の論者によっては、不当利得以外の法制度によるべきともいう（424条など）。

つまり不当利得の問題ではない、とする。

## 不当利得の要件

### 不当利得の一般的要件
1. 他人の財産または労務により利益を受けること（受益）
受益とは財貨の給付を受けることを意味する[9]。積極的利益（他者の行為により財産が増加した場合）のみならず消極的利益（他者の行為により本来であれば減少したはずの財産が減少しなかった場合）をも含む[12][13]。受益の方法に特段の制限はない[14]。
2. 他人に損失を及ぼしたこと（損失）
損失とは他人による財貨の給付を意味する[15]。積極的損失（財産が減少した場合）のみならず消極的損失（本来であれば増加したはずの財産が増加しなかった場合）をも含む[16][17]。
3. 受益と損失の両者に因果関係があること
因果関係をめぐっては、直接的なものに限るとする直接的因果関係説、社会観念上のもので足りるとする社会観念的因果関係説（通説）、因果関係は要件としては実質的な機能をもたないとみる因果関係緩和説が対立している[18][19]。判例は直接的因果関係説をとっているが（大判大8・10・20民録25輯1890頁）、社会観念的因果関係説をとったとみられる判例も登場している（最判昭49・9・26民集28巻6号1243頁）[18][20]。なお、因果関係に関わる問題として後述の転用物訴権や騙取金弁済の問題がある。
4. 利得について法律上の原因がないこと
判例によれば正義公平の観念上において正当とされる原因を指す（大判昭11・1・7民集15巻101頁）[21]。不当利得の判断において最も重要とされ中心的位置を占める要件である[22][23]。

### 類型論との関係

#### 給付利得
給付利得の類型においては、財貨の給付を受けたことが受益で、財貨を給付したことが損失である。たとえば、売買契約で買主が売主に代金を支払った後に契約が無効であるとされた場合、売主が代金を受け取ったことが受益に当たり、買主が代金を支払ったことが損失に当たる。
給付利得の類型において、因果関係は受益と損失という同一の事実の両面であって当事者の確定程度の意義しか持たず、因果関係は独立の要件とする意味に乏しい。
また、給付利得の場合、「法律上の原因がないこと」というのは、給付の目的ないし原因となる契約などの法律関係が無効・取消し・解除などによって欠くこと意味する（目的の不存在、目的の不到達、目的の消滅）。

#### 侵害利得
侵害利得の類型においては、権限なく他人の財産を利用して得た利益が受益である。一方、勝手に自己の財産を利用されたことによって被った損害が「損失」である。しかし、侵害利得の場合には具体的な受益と損失を数量化することが困難な場合もあるとされ、侵害利得の場合において「損失」の要件は不要とみるべき場合もありうるとする学説もある（土地所有者に使用意思のない土地における無断耕作など）。
侵害利得における「法律上の原因がないこと」というのは、給付利得の場合とは異なり、外形的にも何ら具体的法律関係が存在しないことを意味する。

## 不当利得の効果

### 不当利得の一般的効果
不当利得の効果は当該利得についての返還義務の発生である（703条・704条）。
返還すべき物は原則として利得の原物返還によるが、社会観念上不能であれば価格返還（返還時の価格）による。
返還義務の範囲は後述のように善意の受益者と悪意の受益者とでは異なるが（善意の受益者に過失があった場合の扱いについては見解が分かれている）、後述のように給付利得の場合にはこの区別は適合しにくい面があるとされる。

当事者双方に返還義務を生じる場合には両者は同時履行の関係に立つ(明文はない。533条類推適用)。

なお、不当利得返還請求権は通常の債権と同様に「権利を行使できるようになった時から10年、権利を行使できることを知った時から5年」の消滅時効にかかる（166条）。

#### 善意の受益者の返還義務
善意の受益者は、その利益の存する限度（現存利益の範囲）において、これを返還する義務を負う（703条）。問題となっている利得が自己に帰属していると信じていた場合、その信頼を保護する必要があると考えられるためである。他方、このことから利得者が自己の財産に対するのと同一の注意を怠ったことによって目的物に毀滅を生じた場合には責任は軽減されないと解されている。
現存利益の基準時は返還請求時である（多数説）。
受益者が善意の場合、既に収取された果実については返還義務を負わないが（189条）、価格返還の場合、利得の運用益は損失者が当然に取得したであろう範囲においては現存利益に含まれるものと解されることから返還義務を負う（最判昭38・12・24民集17巻12号1720頁）。

#### 悪意の受益者の返還義務
悪意の受益者は、その受けた利益に利息を付して返還しなければならず、なお損害があるときは、その賠償の責任を負う（704条）。悪意の受益者は当該利益を保持することができる法律上の原因が自己にないことを知っている以上、保護の必要はないからである。
受益者が悪意の場合にも原則は原物返還であり、社会通念上原物返還が困難な場合に価格返還となり、価格返還の場合に限って利息を付すことを要すると解されている。
本条後段に定められる損害賠償責任の性質について：

判例は、 「民法７０４条後段の規定は，悪意の受益者が不法行為の要件を充足する限りにおいて不法行為責任を負うことを注意的に規定したものにすぎず，悪意の受益者に対して不法行為責任とは異なる特別の責任を負わせたものではない。」という。（最判平21・11・9民集63巻9号1987頁）。

この賠償請求権の時効期間についても（166条）による。。

### 類型論との関係

#### 給付利得
不当利得の範囲は受益者の主観（善意・悪意）に応じて異なるが、この区別は内容の点からみると給付利得においては妥当でない場合があり、全体的な公平の点から調整を図る必要性があるとされる（強迫による売買によって商品の引渡しを受けた者が当該売買を取り消した場合にも悪意者として扱うべきでないとされる）。

#### 侵害利得
他人の物を無断で使用している場合などの侵害利得類型においては物権法との関係が問題となる。
- 果実

多数説によれば占有者の果実の扱いについて定めた189条・190条は不当利得の規定の特則であるとされる。
- 目的物滅失

占有物が占有者の責めに帰すべき事由によって滅失した場合については191条に規定があり不当利得法が適用される場合と同じ結論となる。

## 特殊不当利得
民法は上の一般不当利得のほかに705条から708条に特殊な類型の不当利得の規定を置いている。これらを総称して特殊不当利得という。具体的には以下のものがある。

### 非債弁済（狭義の非債弁済）

#### 意義
債務が存在しないのに弁済してしまうことを非債弁済（広義の非債弁済）というが、このうち債務が存在しないことを知りつつも（つまり誰かに強制されたわけではなく任意で）債務の弁済として給付をすることを狭義の非債弁済という。本来なら法律上の原因がないとして不当利得返還請求ができるところだが、狭義の非債弁済については返還請求できないとしている（705条）。弁済者が債務の存在しないことを知りつつ給付した以上は、その返還を求めても法は助力しないという趣旨である。

#### 要件
1. 債務の不存在
当初から債務が存在しない場合とかつて存在していた債務が既に消滅していた場合とがある[41]。
2. 任意の給付
本条が適用されるためには弁済者が任意で弁済したことが必要であり、弁済者が強制執行の回避などやむを得ない事情により弁済してしまった場合には適用がない（大判大6・12・11民録23輯2075頁、最判昭35・5・6民集14巻7号1127頁）[39][41]。
3. 弁済者が債務の不存在について知っていること

#### 効果
本条の効果は返還請求の否定である。

### 期限前の弁済
支払期日が到来していないのに支払ったような場合、その返還を請求することはできない（706条本文）。このような場合に取戻しを認めることは法律関係を煩雑なものにし、また、弁済受領者側からみれば弁済者が期限の利益を放棄したとみて弁済された物を処分してしまう場合もあることを考慮した規定である。
ただし、債権者が不当な利益を得ることのないよう、弁済者が錯誤により給付した場合に限って返還を求めることができ（706条但書）、この場合には利息分についても返還義務を負う。

### 他人の債務の弁済

#### 意義
勘違い（錯誤）によって自分が債務者だと思い込んで債務を弁済してしまった場合、本来であれば債務を負っていない（法律上の原因がない）のに債務を弁済しているのだから弁済したものを返せと請求できるはずであるが、民法は債権者がこの弁済は正当な弁済だと信じて受け取り、借用書などの債権証書を処分したり担保を放棄した場合には返還請求をすることができないとする（707条1項）。これは債権者において真の債務者から債権を回収できないおそれが大きくなるため、誤った弁済者にそのリスクを負担させる趣旨である。

#### 要件
民法707条1項の滅失・損傷とは、債権証書を自由に立証方法として用いることができなくなることを指し、債権者が債権証書を弁済者に返還して債権証書の支配を失った場合も含まれる（最判昭和53年11月2日判時913号87頁）。

#### 効果
本条の効果は返還請求の否定である。債務は消滅してしまうが、勘違いで弁済してしまった者は真実の債務者に対して求償することができる（707条2項）。

### 不法原因給付

#### 意義
麻薬の売買契約や、殺人の請負契約、妾契約などは公序良俗に違反する契約であるから無効であるが（90条）、このような「不法の原因」のためにされた給付は、たとえ一般不当利得の要件を満たしていても返還請求ができない。これを不法原因給付という（708条）。
本条の趣旨は必ずしも明らかではないとされ、立法過程においても大きな論争があったことが知られている。
なお、同趣旨の法格言としてイギリス法における裁判所は不法な請求には関与しないというクリーン・ハンズの法理（法廷に出てくる者は「きれいな手」でなければならない）が有名である。

#### 要件
「不法」とは公序良俗に反する場合を指す。
また、闇金融が貸し付けた金銭も、出資の受入れ、預り金及び金利等の取締りに関する法律（出資法）に違反する利息を収受するという犯罪行為を目的として交付された金銭にすぎないから、これも不法原因給付に当たる。よって闇金融は、出資法違反の利息を請求することができないのはもちろん（貸金業法42条の2）、貸金元本の返還請求もできない。さらに、借受けた者が闇金融に対して弁済をした場合にその弁済額を、不法行為を原因とした損害賠償請求により取り戻す事ができる。なお、この場合において従来、裁判所は、当該不法行為において借受者は貸金元本を受領しているのであるから、損害賠償請求額から貸金元本分を損益相殺または損益相殺類似の調整を行うことを認めていた。しかし最高裁判所は、借受者の弁済は不法原因給付により生じたものであるから、これを損害賠償請求額から損益相殺することは、民法708条の趣旨に反するものとして許されない旨と判示した（最判平成20年6月10日民集62巻6号1488頁）。
不法原因「給付」があったというためには給付は履行の余地を残さない終局的なものでなければならない。たとえば愛人関係の存続を目的にした登記済不動産の贈与においては、引渡しを済ませたというだけでは足りず、登記名義までをも受贈者に移転しなければならない（最判昭和46年10月28日民集25巻8号1069頁）。これは(1)履行の中途での後戻りを認めることにより不法な行為を抑止するとともに、(2)受益者が逆に給付の完成を期すため国に助力を求めることを防止するためである。なお、未登記建物については引渡しにより終局的な給付が認められるので引渡しで足りる（最大判昭和45年10月21日民集24巻11号1560頁）。

#### 効果
本条の効果は返還請求の否定である。
708条が否定する返還請求権の性質について、条文の位置から不当利得返還請求権であるとも考えられるが、判例は、「同条（民法708条）は、みずから反社会的な行為をした者に対しては、その行為の結果の復旧を訴求することを許さない趣旨を規定したものと認められるから、給付者は、不当利得に基づく返還請求をすることが許されないばかりでなく、目的物の所有権が自己にあることを理由として、給付した物の返還を請求することも許されない」とし、所有権に基づく返還請求も否定されるとしている（最大判昭和45年10月21日民集24巻11号1560頁）。
また、給付した物の所有権の帰属に関して、「贈与者において給付した物の返還を請求できなくなったときは、その反射的効果として、目的物の所有権は贈与者の手を離れて受贈者に帰属する」とし、それが「最も事柄の実質に適合し、かつ、法律関係を明確ならしめる所以と考えられる」とする（最大判昭和45年10月21日民集24巻11号1560頁）。

## 転用物訴権と騙取金弁済
法律上の原因のない給付があった場合に、その受益が相手方のみならず実質的に第三者にも帰することになる場合がある。転用物訴権の問題と騙取金による弁済の問題がこれにあたり、その法的処理については議論がある。

### 騙取金弁済
甲が、乙から金銭を騙し取りまたは横領し、その金銭で自己の債権者丙に対する債務を弁済した場合に、乙の丙に対する不当利得返還請求が認められるかの問題である。
これに関して、判例（最高裁昭和49年9月26日民集28巻6号1243頁）は、「社会通念上乙の金銭で丙の利益をはかったと認められるだけの連結がある場合には、なお不当利得の成立に必要な因果関係があるものと解すべきであり、また、丙が甲から右金銭を受領するにつき悪意又は重大な過失がある場合には、丙の右金銭の取得は、被騙取者又は被横領者たる乙に対する関係においては、法律上の原因がなく、不当利得となる」としている。